# Норберт Заїчек
Норберт Заїчек (чеськ. Norbert Zajiček) — чеський футболіст, що грав на позиції півзахисника і нападника.

## Футбольна кар'єра
З 1912 року виступав у складі празької «Славії». Чемпіон Богемії 1913 року, фіналіст кубка милосердя того ж року.
У 1914 році перейшов до команди «Хайдук» (Спліт), де став граючим тренером. За кілька місяців, проведених у клубі, став дуже популярним у місцевих прихильників футболу і як гравець, і як тренер. Якщо у «Славії» Заїчек грав у півзахисті, то в «Хайдуку» часто виходив на позиції нападника. Зіграв за команду 18 матчів, у яких забив 20 голів.
Під час Першої світової був мобілізований до війська і загинув. 